# Oswald Schäfer
Oswald Schäfer, född 14 juni 1908 i Braunschweig, död 9 november 1991 i Hamburg, var en tysk promoverad jurist och SS-Obersturmbannführer. Under andra världskriget var han bland annat chef för Einsatzkommando 9, ett mobilt insatskommando, i Sovjetunionen.

## Biografi
Schäfer promoverades till juris doktor vid Berlins universitet. År 1933 blev han medlem i Nationalsocialistiska tyska arbetarepartiet (NSDAP) och Sturmabteilung (SA). Den 1 januari 1936 inträdde han i Schutzstaffel (SS). Under senare delen av 1930-talet var han verksam vid Gestapo i Berlin och var rådgivare åt Werner Best vid Hauptamt Sicherheitspolizei. I september 1937 utnämndes Schäfer till chef för Gestapo i Wesermünde-Bremerhaven och 1940 till chef i Reichenberg.

### Operation Barbarossa
Den 22 juni 1941 anföll Tyskland sin tidigare bundsförvant Sovjetunionen och inledde Operation Barbarossa. Enligt Adolf Hitler innebar kriget mot Sovjetunionen ett ideologiskt förintelsekrig och den ”judisk-bolsjevikiska intelligentian” måste elimineras. Efter de framryckande tyska arméerna följde Einsatzgruppen, mobila insatsgrupper. Chefen för Reichssicherheitshauptamt, Reinhard Heydrich, gav insatsgrupperna i uppdrag att mörda judar, romer, partisaner, politiska kommissarier (så kallade politruker) och andra personer som ansågs hota Tredje rikets säkerhet. Beträffande insatsgruppernas massmord på judar mördades initialt endast män, men i augusti 1941 gav Reichsführer-SS Heinrich Himmler order om att massmordet även skulle inbegripa kvinnor och barn. Den 20 oktober 1941 efterträdde Schäfer Alfred Filbert som befälhavare för Einsatzkommando 9 inom Einsatzgruppe B. Under Schäfers ledarskap opererade insatskommandot i bland annat Vjazma och Mozjajsk i Ryssland. I februari 1942 överlämnade Schäfer befälet åt Wilhelm Wiebens. Från mars 1942 till andra världskrigets slut var Schäfer Gestapo-chef i München.

### Efter andra världskriget
Schäfer greps i oktober 1950 och åtalades för medhjälp till mord under sin tid som Münchens Gestapo-chef. Han frikändes i brist på bevis.